# Sécurité financière
La sécurité financière est constituée par les procédures qui touchent à la gestion des risques financiers, et à la sécurité des échanges financiers entre organismes (entreprises, banques, …).